# Hermund Skjerven
Hermund „Herman“ Skjerven (* 27. Oktober 1872 in Hafslo; † 14. März 1952 in Grorud) war ein norwegischer Sportschütze. 

## Biografie
Hermund Skjerven belegte bei den Olympischen Sommerspielen 1912 in Stockholm im Dreistellungskampf mit dem Armeegewehr den 62. Platz.